# 2450 Ioannisiani
2450 Ioannisiani este un asteroid din centura principală, descoperit pe 1 septembrie 1978 de Nikolai Cernîh.